# Anatomie des coraux durs
L'anatomie des coraux durs, ou la description des parties internes de cet animal, a été étudiée tardivement par l'homme. Les premiers travaux débutent au XIXe siècle. Dans le contexte du recul des barrières de corail, organisations étatiques et scientifiques approfondissent leurs connaissances sur ce sujet depuis la fin du XXe siècle.

## Généralités

### Différenciation avec les coraux mous
L'anatomie des coraux durs diffère de l'anatomie des coraux mous.

### Symétrie
Un corail dur est un cnidaire, un être vivant vivant à symétrie radiaire auquel peut se superposer chez certains cnidaires une symétrie bilatérale (octocoralliaires, hexacoralliaires).

### Taille et proportion
Concernant la taille d’une colonie, elle peut être à ses débuts de quelques millimètres (quelques polypes) jusqu’à des dizaines de centimètres voir dépasser le mètre pour certaines colonies. Un ensemble de colonies peut quant à lui s’étirer sur des milliers de kilomètres comme la grande barrière de corail au large de l’Australie.
Un polype, animal unique, est quant à lui bien plus petit. Son envergure de l’extrémité d’un tentacule à une autre est de l’ordre de quelques millimètres. La taille de son corps est dans la même échelle de mesure.
Un tentacule quant à lui est bien plus petit et mesure environ 100 micromètres (0.1 mm).

## Les tissus organiques

### Organisation générale des tissus

Anatomie globale d'un corail dur faisant apparaitre le squelette, le polype et d'autres tissus importants

Un corail dur est donc une colonie regroupant de nombreux polypes partageant des tissus organiques communs, et un exosquelette dure et inerte nommée le coenostéum.
À l’échelle d’un unique individu, un polype de corail dur dispose d'un groupe de tissus organiques mous composé du polype (qui lui est propre) et du cœnosarc qu’il partage avec les autres polypes (tissu commun).
La partie du corps qui dépasse du corallite s’appelle la colonne murale.

### Types de polypes
Chez les coraux durs, il n'existe qu'un type de polypes : les autozoïdes. Ce sont les polypes "complets". Leurs fonctions sont la nutrition, la respiration et la captation de lumière tel que décrit dans cet article. Il n'existe pas de polypes siphonozoïdes chez les coraux durs.

### Couleur
Les polypes disposent de pigment colorés qu'ils stockent dans différentes cellules de leur derme.
En complément, les coraux hermatypiques profitent des couleurs de leurs algues zooxanthelles.

### Appareil circulatoire
Les coraux durs n’ont pas appareil circulatoire.

### Corps du polype

Schéma du système nutritif d'un polype

Chaque polype dispose d’un corps qui se trouve logé dans une cavité du squelette nommée la corallite. Le corps relie le disque oral au disque basal. En haut de ce corps se trouvent accrochés des tentacules, et dans le prolongement du corps, en dehors des corallites, se trouve un tissu commun avec les polypes environnants appelé le cœnosarc.
La diamètre du corps du polype diffère selon les espèces de corail, mais la taille moyenne se trouve en 50 nm et 1 mm.
De haut en bas du corps du corail se trouve en premier lieu la cavité buccale servant l’ingestion et au rejet de matières biologiques. Au-dessous se trouve la cavité gastro-vasculaire qui permet la digestion des aliments. Autour de cette cavité se trouvent les mésentères.
Enfin, l’ensemble de ces organes est protégé par une couche de tissus appelée le derme.

#### La cavité buccale

Organisation des tissus au niveau de la partie haute du corps du polype.

La cavité buccale est un ensemble d’organes et organites permettant les échanges de particules de tailles plus importantes que ce que le derme ne peut absorber.
En haut de cette zone, on trouve un ensemble de tissus reliant l’organe de la bouche aux tentacules qui s’appelle le disque oral et qui a une forme aplatie. Il s’étend, comme un plancher, entre les tentacules et une protubérance qui s’appelle le cône oral (aussi appelé péristome) où se trouve, en son centre, une zone de forme ovoïde appelée à la bouche (aussi appelé hypostome),. À l’intérieur et en bas du cône oral se trouve un organe appelé l'actinopharynx (aussi appelé stomodeum)., qui sous l’effet de la contraction et de décontraction de muscles, permet l’aspiration ou l’éjection de matières organiques et d’eau.
À la différence des coraux mous, les scléractiniaires ne possèdent pas de siphonoglyphe.

#### La cavité gastrique et le cœlentéron

Coupe transversale du corps d'un polype faisant apparaitre son système digestif au niveau de l'actinopharynx.

La partie centrale et principale du corps du polype s'appelle la cavité gastro-vasculaire (aussi appelée cavité pharyngienne ou simplement cavité gastrique) au sein de laquelle sont stockés les aliments à digérer, ainsi que le produit de la digestion. La cavité gastro-vasculaire fait partie d’un réseau nutritif plus large appelé le cœlentéron qui se prolonge au-delà de l’estomac jusque dans chaque tentacule et dans le cœnosarc entourant le polype.

##### Le cloisonnement interne
La cavité gastro-vasculaire est divisée par huit cloisons endodermiques qui se poursuivent longitudinalement. Elles sont formées par les septes et partiellement remplies par les mésentères.
Dans le haut de la cavité gastrique, au niveau de l'actionopharynx, ces cloisons se rejoignent et sont soudées, formant ainsi huit compartiments distincts (aussi appelés chambres radiaires) qui communiquent directement avec les chambres tentaculaires : on trouve une chambre asulcale, une chambre sulcale et six chambres latérales.
Vers le bas de la cavité gastrique, les mésentères ne se touchent plus et continuent de tapisser la paroi interne de la cavité gastrique, toujours en suivant les sillons verticaux de septes.

##### Les mésentères

###### Les muscles
Chaque septe porte, sur sa face sulcave convexe, une forte musculature longitudinale qui se trouve dans les tissus des mésentères : ce sont les muscles rétracteurs. Elle est composée de fibres musculaires longitudinales rétractiles.
Sur sa face pariétale asulcale en revanche, plane une faible musculature transverse endodermique permettant la protraction des polypes. Elle est composée de fibres musculaires obliques protactiles.
Par un jeu de contraction/décontraction et de pression de l'eau, la cavité gastro-vasculaire peut ainsi s’ouvrir et se fermer : lorsque certains muscles sont détendus (les muscles mésentères directifs), la pression extérieure compresse la cavité, qui adopte alors une position recroquevillée. Sur l’action de muscles reliant le gastroderme et la cavité, la cavité s’élargit. Ce double mouvement permet de faciliter l’ingestion, la digestion et le rejet par l’estomac.

#### Organes reproducteurs
La région gamétogenèsique d'un polype se trouve dans certains mésentères. On y retrouve les organes sexuels : les gonades.
La gonade qui produit des spermatocytes, cellules sexuelles mâle s'appelle en anglais le spermaire
Il existe aussi des gonades qui produisent des cellules sexuelles femelles nommées oocystes qui, lorsqu'elles sont à maturité, deviennent des ovums.

#### Le derme
Le tissu dermique d'un corail permet tout à la fois de protéger les organes, de communiquer avec les autres polypes, de gérer la croissance du squelette, d’héberger les algues symbiotiques, d’absorber les particules (nutritives ou non-nutritives).
Suivant la localisation du tissu dermique, sa composition ne sera pas la même :    
- Zone dermique au contact de l’eau : le tissu oral
- Zone dermique en contact avec le squelette : le tissu aboral (uniquement chez les coraux durs)

##### Tissu oral

Schéma du derme oral d'un polype

Le tissu oral, aussi appelé derme oral, est un ensemble de couches de tissus qui sépare le cœlentéron soit de la cavité gastro-vasculaire au sens large, soit de l’eau extérieure.
Ce tissu dermique est composé de quatre couches dont deux couches de cellules : 
- une couche de mucus (créée par les mucocytes de l'ectoderme)[10]
- l’ectoderme oral
- la mésoglée
- l’endoderme oral

Cette organisation du derme en double couche (ectoderme et endoderme) est qualifié de diploblastique, comme chez les spongiaires et les cténaires.

###### Tissu aboral

Derme aboral d'un polype

Chez les coraux durs, le derme aboral est un ensemble de couches de tissus qui sépare le cœlentéron du squelette. Depuis sa surface de contact avec le cœlentéron jusqu’au squelette, on retrouve trois couches : 
- l’endoderme aboral
- la mésoglée
- l’ectoderme calicoblastique.

### Le disque basal
Composé d'un tissu aboral, il va construire son plancher au fur et à mesure de sa croissance pour s'élever dans le corallite grandissant.

### Système nerveux
Le système nerveux se retrouve dans les trois couches du derme : l’ectoderme, l’endoderme et la mésoglée. Dans la mésoglée, on trouve le plexus nerveux. Les neurones de ce plexus sont petits, bi, tri, ou tétrapolaires.

### Le cœnosarc

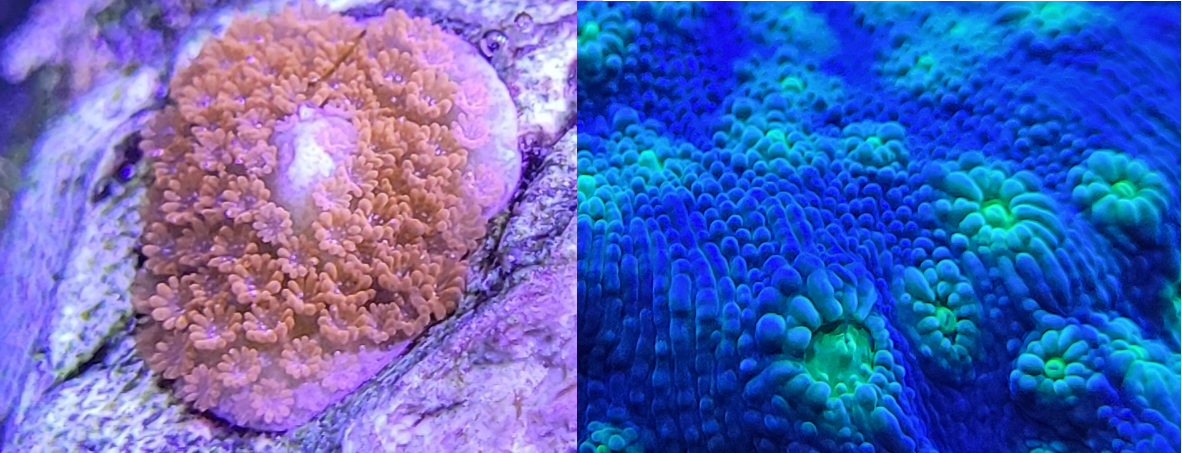
La surface couverte par le cœnosarc peut être importante ou modeste comparativement à la taille du corail, suivant l'espèce de corail et l'âge de la colonie. Ici à gauche, une très jeune colonie de Montipora Digtata. À droite, une colonie de deux ans d'echinopora lamellosa.

Le cœnosarc est un ensemble de tissu qui relie chaque polyped'une même colonie et qui par là même recouvre une grande partie du squelette chez les coraux durs. C'est un tissu partagé entre les polypes.
Le cœnosarc est composé de trois organes : un derme oral en contact avec l'eau de mer; le canal gastro-vasculaire (qui est une autre partie du cœlentéron avec la cavité gastro-vasculaire) et un derme aboral en contact avec le squelette (uniquement chez les coraux durs)
Le cœnosarc permet un transfert des nutriments depuis les tissus à forte production d'énergie (généralement ceux exposés à la lumière, permettant donc un travail intense des algues symbiotiques zooxanthelles qui va nourrir le corail) vers les tissus en demande de nutriments et d'énergie)

## Squelettes et structures rigides

### Structure du squelette
Chez les coraux durs, il existe un squelette (en fait, un exosquelette) qui est composé d'un cœnosteum et de nombreuses corallites.

#### Cœnosteum
Le cœnosteum est la corps du squelette, partagé entre tous les polypes d'une même colonie. Sa structure n'est pas pleine mais plutôt un ensemble de petites cavités à l'image d'une éponge (sauf que sa structure à elle est solide).

#### Corallites
Une corallite est zone du squelette sur laquelle un polype va s'accrocher et vivre. Elle peut soit être une cavité dans le cœnosteum, soit une protubérance au-dessus du niveau du cœnosteum

### Composition
Le squelette est principalement composé d'aragonite, forme crystalline de carbonate de calcium. mais aussi de strontium (1%), de sodium (0.5%), de magnésium (0.05%) ainsi que d'autres éléments sous forme de traces.

### Cas d'une structure poreuse
Chez certaines espèces de coraux, l'exosquelette peut être poreux et des canaux gastro-vasculaires peuvent le traverser pour relier les cavités gastro-vasculaires plusieurs polypes; on parle alors de corail perforé. Dans le cas inverse, on parle de corail non-perforé.